# CoDeSys
CODESYS (акроним англ. Controller Development System) — инструментальный программный комплекс промышленной автоматизации. Производится и распространяется компанией 3S-Smart Software Solutions GmbH (Кемптен, Германия). Версия 1.0 была выпущена в 1994 году. С ноября 2012 изменено написание на CODESYS.

## Среда программирования
Основой комплекса CODESYS является среда разработки прикладных программ для программируемых логических контроллеров (ПЛК). Она распространяется бесплатно и может быть без ограничений установлена на нескольких рабочих местах.
В CODESYS для программирования доступны все пять определяемых стандартом IEC 61131-3 (МЭК 61131-3) языков:
- IL (Instruction List) — ассемблер-подобный язык
- ST (Structured Text) — Pascal-подобный язык
- LD (Ladder Diagram) — язык релейных схем
- FBD (Function Block Diagram) — язык функциональных блоков
- SFC (Sequential Function Chart) — язык диаграмм состояний

В дополнение к FBD поддержан язык программирования CFC (Continuous Function Chart) с произвольным размещением блоков и расстановкой порядка их выполнения.
В CODESYS реализован ряд других расширений спецификации стандарта IEC 61131-3. Самым существенным из них является поддержка Объектно-ориентированного программирования (ООП).
Встроенные компиляторы CODESYS генерируют машинный код (двоичный код), который загружается в контроллер. Поддерживаются основные 16- и 32-разрядные процессоры: Infineon C166, TriCore, 80x86, ARM (архитектура), PowerPC, SH, MIPS (архитектура), Analog Devices Blackfin, TI C2000/28x и другие.
При подключении к контроллеру среда программирования переходит в режим отладки. В нем доступен мониторинг/изменение/фиксация значений переменных, точки останова, контроль потока выполнения, горячее обновление кода, графическая трассировка в реальном времени и другие отладочные инструменты.
CODESYS версии V3 построен на базе так называемой платформы автоматизации: CODESYS Automation Platform. Она позволяет изготовителям оборудования развивать комплекс путём подключения собственных плагинов.
Расширенная профессиональная версия среды разработки носит название CODESYS Professional Developer Edition. Она включает поддержу UML-диаграмм классов и состояний, подключение системы контроля версий Subversion, статический анализатор и профилировщик кода. Распространяется по лицензии.
Инструмент CODESYS Application Composer позволяет перейти от программирования практических приложений к их быстрому составлению. Пользователь составляет собственную базу объектов, соответствующих определенным приборам, механическим узлам машины и т. п. Каждый объект включает программную реализацию и визуальное представление. Законченное приложение составляется из необходимых объектов, конфигурируется и автоматически генерируется программа на языках МЭК 61131-3.
CODESYS Automation Server  - это облачная платформа автоматизации для контроллеров с CODESYS. Обеспечивает: удаленный мониторинг данных ПЛК, контроль исправности ПЛК, обновление ПО ПЛК по расписанию, резервное копирование проектов и параметров, контроль версий, удаленное формирование нарядов для обслуживания на местах.

## Система исполнения
Для программирования контроллера в среде CODESYS в него должна быть встроена система исполнения (Control Runtime System). Она устанавливается в контроллер в процессе его изготовления. Существует специальный инструмент(Software development kit), позволяющий адаптировать её к различным аппаратным и программным платформам.